# Норманны
Норма́нны (англ. Normans, нем. Normannen, норманд. Normaunds, фр. Normands, лат. Normanni — «северные люди») — термин, использовавшийся по отношению к скандинавам, опустошавшим с VIII по XI век морскими разбойничьими набегами государства Западной Европы.
Часть одного из скандинавских племенных образований — даны — осела на северном побережье Франции, где признала номинальную вассальную зависимость от франков. Другая часть, преимущественно норвежцы, осела в Восточной Англии, где смешалась с местным населением. Многие историки отождествляют со скандинавами варягов (см. Норманская теория).

## Экспансия норманнов
Норманны — участники морских походов на территорию франков конца VIII — середины XI веков. Историки описывают норманнов как людей жадных, воинственных, выносливых, красноречивых, склонных к смешиванию с чужеродным населением.
Первый период экспансии норманнов (конец VIII—IX вв.) характеризовался разрозненными экспедициями против Франкского государства, нападениями на берега Англии, Шотландии, Ирландии и их переселениями на Оркнейские, Фарерские, Гебридские и Шетландские острова, несколько позднее — в Исландию. С конца IX века на Францию и Англию нападают более крупные отряды норманнов, переходящие от грабежа и сбора дани к заселению завоёванных территорий. В Северной Франции они основывают Герцогство Нормандия (911 г.), покоряют северо-восточную Англию. В начале XΙ века вся Англия уже была подчинена датским королям. Походы норманнов прекратились около середины ΧΙ века. Потомки норманнов — выходцы из Нормандии — подчинили во 2-й половине ΧΙ века Англию (Нормандское завоевание Англии, 1066 год), а также Южную Италию и Сицилию, основав здесь (1130 г.) Сицилийское королевство.

### Франция

Герб герцогов Нормандии

Датские и норвежские викинги во второй половине IX века под предводительством Рольфа Пешехода начали оккупировать северную землю Франции, называемую сейчас Нормандия. В 911 году Карл III Простоватый согласился признать норманскими земли в устье Сены. Рольф принял франкское имя Роллон и принёс вассальную присягу королю франков Карлу, став первым герцогом Нормандским.
Норманны приняли христианство, перенимали французский язык и культуру, смешивались с местным населением.
Складывалась народность, не совсем идентичная ни скандинавским предшественникам, ни французским соседям.
Территория Нормандии примерно соответствует территории старой церковной провинции Руан или Нейстрии и не обладает естественными границами. Её населяли в основном галло-римляне. Также там проживали в небольшом количестве франки и представители других германских племён и поселенцев-викингов, начавших прибывать в 880-е годы. В X веке первоначально разрушительные набеги банд норманнов по рекам Галлии постепенно превратились в овладение землями с постоянным их заселением, с участием женщин и детей, строительством замков и крепостей. И хотя со временем норманны-переселенцы были ассимилированы французами, даже спустя много веков среди жителей Нормандии и северных областей Франции был высок процент блондинов, выделяющихся среди французов (как правило, темноволосых).
Норманны восприняли феодальные доктрины франков и развили их в Нормандии и Англии в стройную систему.

### Англия
Со второй половины VIII века и до середины XI века Англия подвергалась яростным и многочисленным набегам норманнов, вначале из Норвегии, затем также из Дании. И норвежцы, и датчане были известны в Англии под именем даны. В 842 году норманны сожгли Лондон, в 860 году захватили все северо-восточное побережье Англии, в 871 году повторно захватили Лондон, вынудив короля Альфреда Великого бежать на юг. Захваченная норманнами территория Восточной Англии подверглась сплошной датско-норвежской колонизации и в дальнейшем получила название полосы датского права или Денло (англ. Dane Law). В полосе Денло утвердились собственные правовая и административно-территориальная системы скандинавского происхождения, резко отличавшихся от применявшихся на остальной территории страны. Правовая специфика полосы Денло сохранялась на протяжении бо́льшей части Средневековья и способствовала принятию в англосаксонском обществе ряда скандинавских правовых институтов, в частности суда присяжных. Со временем пришельцы-норманны смешались с местным населением, приняли христианство и усвоили местный язык и обычаи.
Набеги норманнов тяжело отражались на положении англо-саксонских крестьян, чьи хозяйства часто дотла разорялись. Крестьяне были вынуждены платить специальный поземельный налог («датские деньги»), учреждённый Альфредом Великим, на борьбу с норманнами, и лично участвовать в строительстве оборонительных сооружений и в несении сторожевой и военной службы.
Альфреду Великому и его ближайшим преемникам удалось на некоторое время сдержать натиск норманнов и даже оттеснить их далеко к северо-востоку. Но в конце X века нашествие норманнов возобновилось с новой силой, на этот раз из Дании. Король Дании и Норвегии Свен Вилобородый в 1013 году захватил Лондон и был провозглашен королём Англии. Низложенный король Этельред II Неразумный бежал в Нормандию. Однако Свен в этом походе умер (1014). Титул короля Англии перешёл к младшему сыну Свена Кнуду I, участвовавшему в походе. Титулы короля Дании и короля Норвегии унаследовал старший брат Кнуда Харальд II. Датское войско вернулось в Данию.
В том же 1014 году Этельред II, возвратившийся из изгнания, был восстановлен на престоле. Кнуд вынужден был бежать в Данию. Собрав и снарядив, при помощи Харальда II, войско и флот, он в 1015 году снова отправился в Англию и в октябре 1016 года добился возвращения себе титула короля Англии.
«Датские деньги» теперь были значительно увеличены и использовались королём для организации обороны Англии от других норманнов. Датская знать заняла ведущие позиции при дворе и получила много земель на юге Англии.
Кнуд I умер в 1035 году, к тому времени соединявший титулы короля Англии, Дании и Норвегии. После него Англией правили один за другим два его сына — Гарольд I (1035—1040) и Хардекнуд (1040—1042). На этом правление датских королей в Англии закончилось.
Королём Англии стал сын Этельреда II Эдуард, известный как Эдуард Исповедник. Власть Эдуарда была слабой. Знать англо-датского происхождения держалась датской ориентации. Другая часть знати во главе с королём искала союза с нормандским герцогом Вильгельмом. В первой половине правления Эдуарда (до 1048 года) угроза норвежского вторжения вынуждала Англию содержать в постоянной боевой готовности большой военный флот, но в 1048 году флот был распущен и «датские деньги» отменены.
После смерти бездетного Эдуарда (1066) знать на собрании избрала королём Уэссекского эрла (графа) англо-датского происхождения Гарольда Годвинсона, коронованного под именем Гарольд II.
Династическим кризисом в Английском королевстве воспользовались одновременно два государя соседних с Англией государств — королевства Норвегия и герцогства Нормандия. Норвежский король Харальд III Суровый, ссылаясь на мнимое завещание Хардекнуда, заявил свои претензии на английскую корону, и в сентябре 1066 года организовал последнее массовое вторжение скандинавов в Англию. Пользуясь отсутствием у Англии военного флота, норвежцы беспрепятственно высадились в Восточной Англии вблизи Йорка. К Харальду III присоединился мятежный брат Гарольда II Тостиг Годвинсон со своими отрядами и кораблями. Норвежцы в союзе с мятежниками разгромили местное ополчение и оккупировали Йоркшир, где в то время не было королевских войск. Жители Йорка признали Харальда III своим королём и открыли перед ним городские ворота, благодаря чему избежали штурма города. Гарольд II, оставив в тылу незащищённое южное побережье Англии, выступил с войском против норвежцев, полностью разгромил их и очистил от них Восточную Англию. Харальд III и Тостиг Годвинсон погибли в бою; остатки разбитого норвежского войска на уцелевших кораблях удалились в Норвегию.
Тем временем герцог Вильгельм Нормандский с большим войском, состоящим из рыцарей Нормандии и других французских земель, пересёк Ла-Манш и двинулся на Лондон. Предлогом для вторжения в Англию послужила данная ранее клятва Гарольда Годвинсона Вильгельму Нормандскому признать последнего наследником Эдуарда Исповедника. Гарольд II с имевшимся при нём войском выступил из Йоркшира навстречу Вильгельму, по дороге собирая ополчение. В битве при Гастингсе Вильгельм разбил войско Гарольда, занял Лондон и был провозглашен королём Англии. Место старой англосаксонской и англодатской знати заняла новая французская знать. В правление Вильгельма (умер в 1087 году), восстановившего «датские деньги», новый натиск норманнов на Англию был успешно отражён и в конце концов их набеги окончательно прекратились. Вместо скандинавского влияния в Англии утвердилось французское влияние.

### Шотландия
Норманны, активно колонизовавшие с конца VIII века Восточную Англию и Ирландию, меньше внимания уделяли Шотландии. Норвежская колонизация коснулась только островов, прилегающих к Шотландии — Оркнейских, Шетландских и Гебридских, а также западного и северного побережья Шотландии. На захваченных территориях норманны создали опорные пункты для нападения на Ирландию.
Норвежцы принесли с собой свой язык — западно-норвежский норн — и свои законы. На Шетландских островах норн существовал в качестве разговорной речи до XIX века. Проживавшие на этих территориях до прихода норвежцев пикты были частью ассимилированы, частью истреблены. В конце правления короля Харальда I Прекрасноволосого (начало X в.) захваченные норвежцами острова, западное побережье и север основной части Шотландии — Кейтнесс и Сазерленд — формально вошли в состав Норвегии, образовав, вместе с Фарерскими островами, графство Оркни. В конце X века графство Оркни было христианизировано — раньше, чем христианство утвердилось в Скандинавии. Шотландским королям лишь в середине XIII в., когда Шотландия уже находилась под англонормандским влиянием, удалось остановить норвежскую экспансию и вернуть себе Гебридские острова и всё побережье основной части Шотландии. Тем самым, период присутствия норманнов на Британских островах подошёл к концу. Ещё через 200 лет Шотландской короне были переданы Шетландские и Оркнейские острова.

### Ирландия
Захватив в VIII веке Шетландские, Оркнейские и Гебридские острова, норманны начали грабительские набеги (продолжавшиеся около 200 лет) на ирландскую территорию, и вскоре перешли к созданию поселений в Ирландии. В 798 году норвежцы поселились в районе Дублина, а с 818 года приступили к колонизации южного побережья, создав поселения у нынешних городов Уэксфорд и Корк. В Ольстере норманны завладели церковной столицей Ирландии — городом Арма, а на западе основали колонию, ставшую впоследствии городом и портом Лимерик, при впадении реки Шаннон в эстуарий, глубоко врезающийся внутрь острова.
Опираясь на эти поселения, норманны совершали многочисленные грабительские экспедиции, проникая по рекам во внутренние области острова. Главным объектом грабежей стали наиболее богатые и развитые южная и восточная части Ирландии. В первой половине IX века один из вождей норманнов Тургейс фактически держал в подчинении значительную часть острова. Своей столицей Тургейс сделал город Атлон на реке Шаннон, у озера Лох Ри.
Засилье чужеземцев привело к освободительной борьбе ирландцев, которая особенно усилилась в начале XI века. Борьбу возглавили местные вожди — король Манстера Бриан Бору и правитель Мита Малахий. Малахий нанёс поражение норманнским отрядам и выбил норманнов из Дублина.
В 998 году Малахий был признан королём Ольстера, уступив Бриану Дублин, а с 1002 году и титул ард-ри (Верховного короля) Ирландии. Бриан провёл политическую реформу, пытался ужесточить налоговую систему, построил много крепостей на реке Шаннон, создал сильный флот, готовясь к предстоящим битвам за освобождение Ирландии от норманнов. За попытку ввести обложение скотом на общие нужды он получил прозвище Бриан Байроме, что означало «собиратель скота».
В конце 1013 года, воспользовавшись мятежом, поднятым против Бриана правителем Дублина, норманны стали стягивать силы, послав за подкреплениями на Оркнейские острова, в Норвегию и в Данию. Решающее сражение произошло в 1014 году вблизи Дублина у Воловьего луга (ныне Клонтарф). Норманны и союзные им сепаратисты были полностью разгромлены. 88-летний Бриан в этой битве погиб. В результате битвы при Клонтарфе Ирландия была освобождена от иноземного ига. Разбойные набеги норманнов случались и после битвы при Клонтарфе, но стали более редкими и менее опасными.
Двухсотлетнее господство и грабительские набеги норманнов нанесли Ирландии огромный ущерб и затормозили её экономическое и социальное развитие. Если в соседних странах к этому времени начало развиваться товарное производство, то в Ирландии сохранялось традиционное патриархальное общество с натуральным хозяйством.

### Средиземноморье
Достоверно известны, как минимум, два похода, во время которых корабли норманнов прошли через Гибралтарский пролив в Средиземное море.
Первый был совершен около 860 года легендарным датским конунгом Хастингом, войско которого, спустившись по Сене и Луаре, сначала разорило Париж, затем проникло на Пиренейский полуостров, а после достигло берегов Лигурии, где разорило древний город Луна, ошибочно принятый Хастингом за Рим.
Второй, более масштабный, датируется приблизительно 860 годами и приписывается полулегендарному королю Швеции Бьёрну Железнобокому. Норманны разграбили побережье Северной Африки, Валенсию, Балеарские острова, Прованс и северо-западную Италию и беспрепятственно вернулись обратно.
Описания обоих походов основаны на легендах и, возможно, представляют собой две версии изложения одних и тех же событий.
Норманны попадали в Средиземноморье и другим путём — в качестве наёмников в составе византийских войск. В частности, в XI веке отряды наёмников-скандинавов участвовали в войнах Византии против нормандцев и сицилийских арабов за Южную Италию. В Византию норманны проникали через Русь.

## Язык
Норманны говорили на древнескандинавском языке, который сформировался приблизительно к VIII в. и просуществовал приблизительно до XIV в. Древнескандинавский язык распадался на два диалекта: восточный и западный.
На базе западного диалекта развились норвежский, фарерский и исландский языки, а также вымерший к XIX в. норн. Восточный диалект распался на шведский и датский языки.
В странах, где норманнские поселенцы смешивались с местным населением, древнескандинавский язык не сохранился и не развился в самостоятельные языки, но оказал большее или меньшее влияние на местные языки или их региональные варианты. В Нормандии взаимодействие местных старофранцузских говоров с древнескандинавским языком привело к формированию нормандского языка, который можно рассматривать как региональный вариант старофранцузcкого языка. В меньшей степени влияние древнескандинавского языка проявляется в кельтских языках Британских островов — гэльском, ирландском, мэнском.
Английский язык испытал мощное влияние древнескандинавского языка как непосредственно от норманнов в период VIII—XI вв., так и опосредовано через нормандский язык, который (в англонормандском варианте) был государственным языком Англии при королях нормандской династии и первых королях династии Плантагенетов (с середины XI в. до приблизительно XIV в.). На шотландский региональный вариант английского языка дополнительно наложилось влияние шотландского (кельтского) субстрата, также в своё время испытавшего скандинавское влияние.

## В астрономии
В честь норманнов назван астероид (1256) Норманния, открытый 8 августа 1932 года  немецким астрономом Карлом Райнмутом в  Гейдельбергской обсерватории.